# Kubbe (Schweden)

Der Kalvskinnsdomen von 1443

Kubbe ist ein Ort (småort) in der schwedischen Provinz Västernorrlands län und der historischen Provinz (landskap) Ångermanland. Der Ort liegt zirka 50 km nordwestlich von Örnsköldsvik am linken Ufer des Flusses Norra Anundsjöån, knapp zehn Kilometer nördlich von Bredbyn.
Bis 1970 war Kubbe ein Tätort, ab 1975 sank die Einwohnerzahl jedoch unter 200 Personen. Von 1990 bis 2010 war Kubbe mit der vorwiegend am gegenüberliegenden Flussufer liegenden, südlich anschließenden Ortschaft vom Statistiska centralbyrån zum Småort Kubbe och Norrflärke zusammengeschlossen. Seit 2015 ist Norrflärke wieder separat ausgewiesen.
Etwa 15 km nördlich befindet sich die ehemalige Kubbe flygbas.
Der Norra Anundsjöån, in dem Bereich auch Kubbeån genannt, einer der Quellflüsse des Moälven, schlängelt sich durch das Reihendorf Kubbe. Es wurde an der Südseite des Arneberget angelegt. Die Gebäude wurden alle so nah wie möglich am Hang gebaut, damit der vorhandene Platz für Ackerbau genutzt werden konnte. Hier leben schon seit dem zwölften Jahrhundert Menschen, deutlich länger als es den Hauptort der Gemeinde, Örnsköldsvik, gibt. Das Alter von Kubbe ist belegt durch Pilger aus dem Norden, die auf dem Pilgerweg zum Nidarosdom wandernd dort vorbeikamen. In Kubbe gibt es die Kubbe bykista, eine Holzkiste, in der die Dorfältesten seit über 500 Jahren für das Dorf wertvolle Dokumente aufheben. Das älteste bewahrte Schriftstück ist der Kalvskinnsdomen von 1443, er beschreibt ein lagmansting, bei dem zwei Männer um die Erlaubnis baten, ein neues Dorf gründen zu dürfen. Ihrer Bitte wurde stattgegeben.

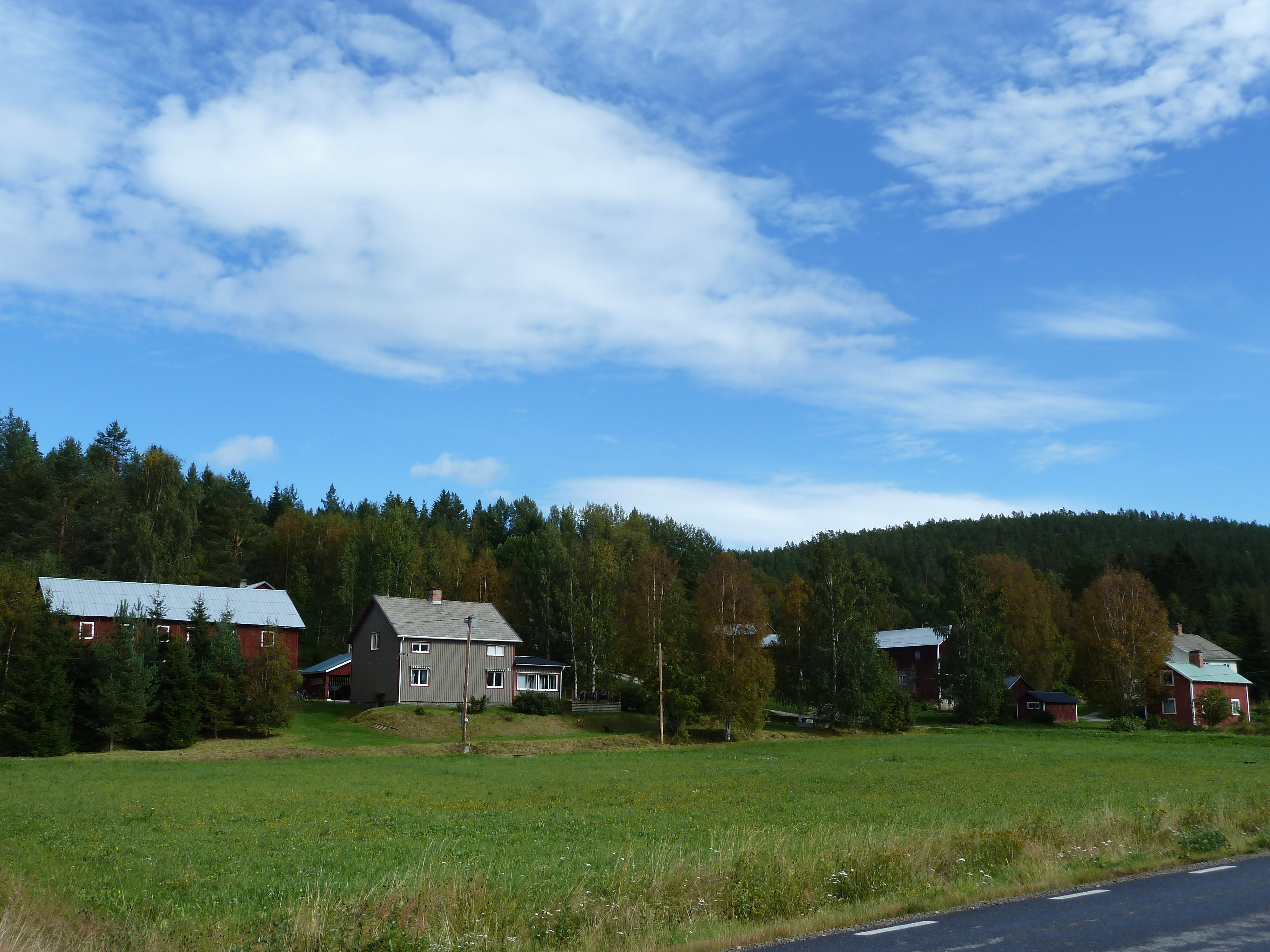
Kubbe
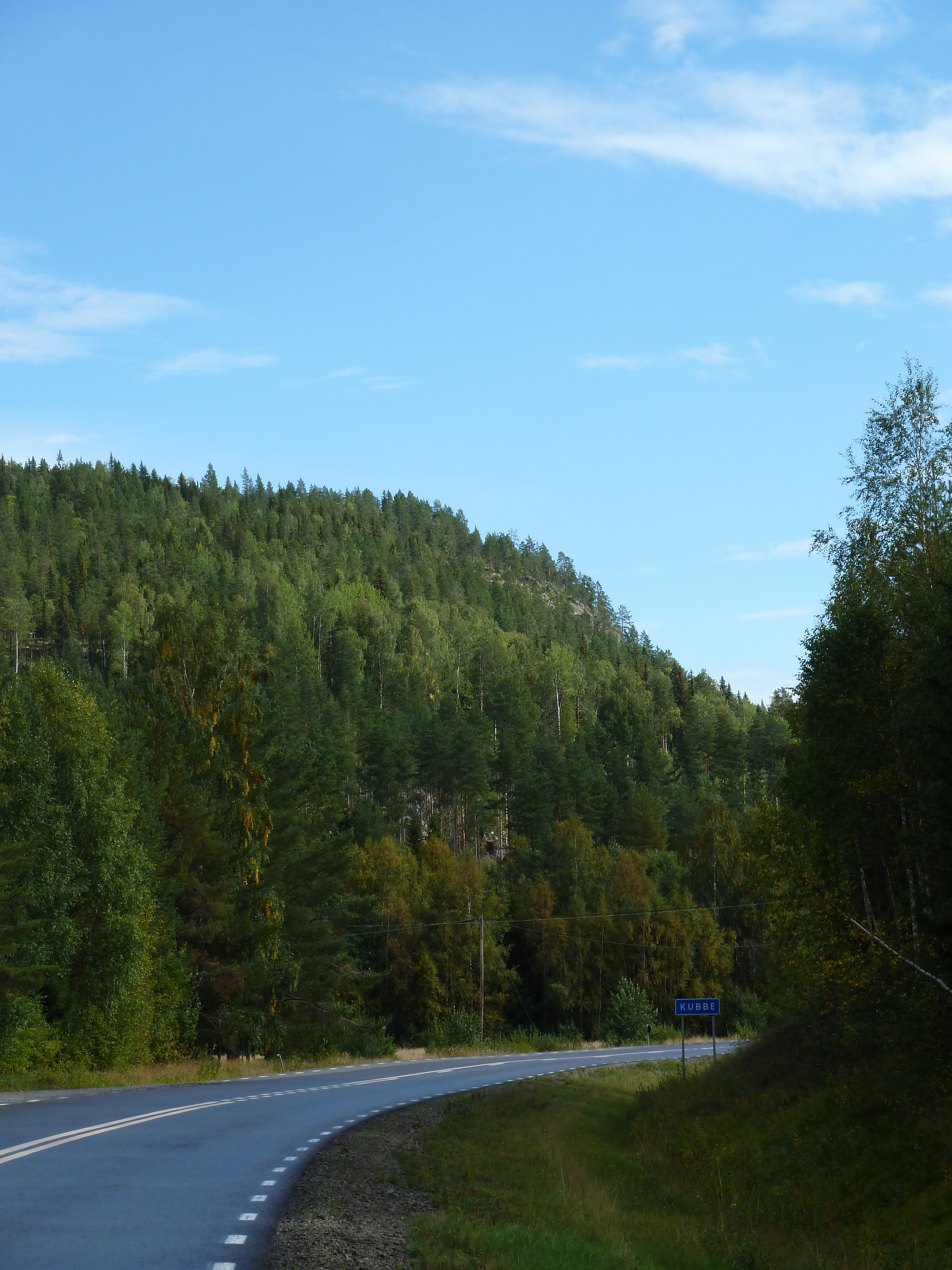
Arneberget
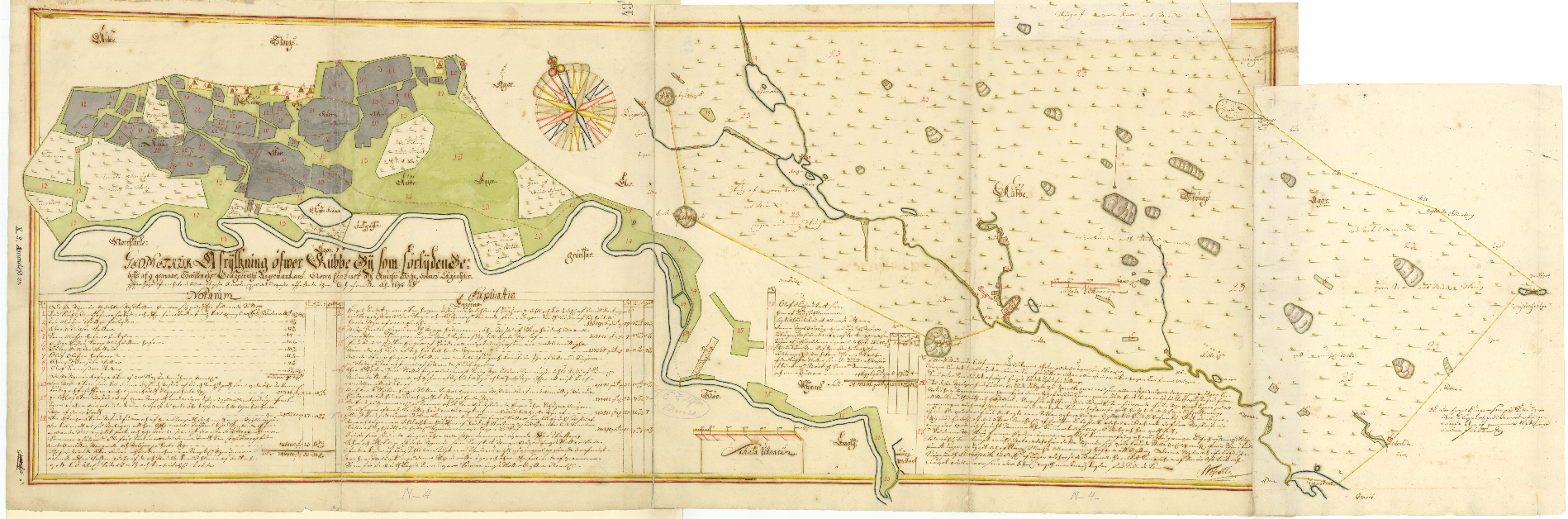
Karte von Kubbe (1696)

## Bevölkerungsentwicklung
(1990–2010 Kubbe och Norrflärke, Norrflärke 2015: 62 Einwohner)
| Jahr | Einwohner |
| ---- | --------- |
| 1960 | 279       |
| 1965 | 252       |
| 1970 | 229       |
| 1975 | k. A.     |
| 1980 | k. A.     |
| 1990 | 148       |
| 1995 | 152       |
| 2000 | 133       |
| 2005 | 129       |
| 2010 | 148       |
| 2015 | 71        |